# Tyrese Martin

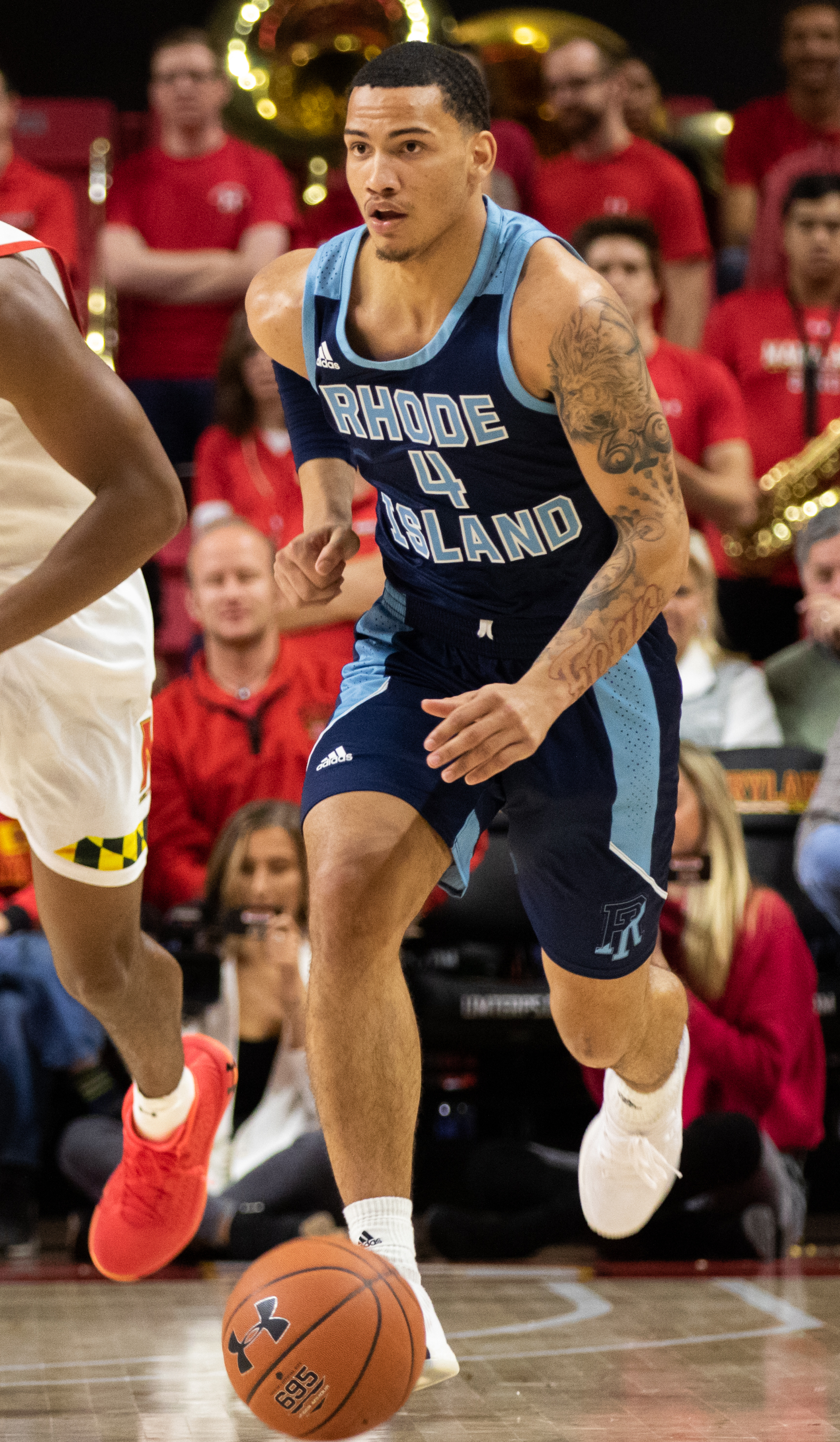
Tyrese Martin, 2019.

Tyrese Jeffrey Martin, född 7 mars 1999 i Allentown i Pennsylvania, är en amerikansk professionell basketspelare (SG/SF) som spelar för Brooklyn Nets i National Basketball Association (NBA). Han har tidigare spelat för Atlanta Hawks.
Martin draftades av Golden State Warriors i andra rundan i 2022 års draft som 51:a spelare totalt.
Innan han blev proffs studerade Martin först på University of Rhode Island och spelade för deras idrottsförening Rhode Island Rams. Han blev senare överförd till University of Connecticut för spel i Connecticut Huskies.